# Divisions de recensement du Manitoba

Statistique Canada divise la province du Manitoba en 23 divisions de recensement. Les divisions de recensement ne sont pas des unités de gouvernement local au Manitoba.
- Division No 1, Est du Manitoba, Région de Eastman
- Division No 2, Steinbach et environs, Région de Eastman
- Division No 3, Pembina Valley, Région de Pembina Valley
- Division No 4, Pilot Mound et environs, Région de Pembina Valley
- Division No 5, Sud-Ouest, Région de Westman
- Division No 6, Virden et environs, Région de Westman
- Division No 7, Brandon et environs, Région de Westman
- Division No 8, Centre du Manitoba, Région des plaines centrales
- Division No 9, Portage la Prairie et environs, Région des plaines centrales
- Division No 10, Plaines de Whitehorse, Région des plaines centrales
- Division No 11, Winnipeg, Région de Winnipeg
- Division No 12, Beauséjour et environs, Région de Eastman
- Division No 13, Selkirk et environs, Région de Interlake
- Division No 14, Sud de Interlake, Région de Interlake
- Division No 15, Ouest du Manitoba, Région de Westman
- Division No 16, Roblin, Russell, Rossburn et environs, Région de Parkland
- Division No 17, Dauphin, Région de Parkland
- Division No 18, Nord de Interlake, Région de Interlake
- Division No 19, Nord-Est, Région du Nord
- Division No 20, Swan River, Région de Parkland
- Division No 21, Flin Flon et Nord-Ouest, Région du Nord
- Division No 22, Thompson et Centre-Nord, Région du Nord
- Division No 23, Churchill et Nord du Manitoba, Région du Nord